# Bugs Bunny & Lola Bunny: Operazione Carote
Bugs Bunny & Lola Bunny: Operazione Carote (Bugs Bunny & Lola Bunny: Operation Carrot Patch), conosciuto anche come Looney Tunes: Carrot Crazy, è un videogioco per Game Boy Color del 1998 i cui interpreti sono Bugs Bunny e Lola Bunny. Il gioco è uno spin-off non ufficiale della serie Crazy Castle.

## Trama
Daffy Duck ha rubato le carote di Bugs e Lola e le ha nascoste in altre terre. Bisogna trovarle e fermare Daffy. Bugs può volare facendo girare le sue orecchie come un elicottero e Lola possiede un grande martello che può essere usato contro le cose.